# 枚方市立交北小学校
枚方市立交北小学校（ひらかたしりつ こうほくしょうがっこう）は、大阪府枚方市交北二丁目にある公立小学校。
1970年に枚方市立山田小学校より分離開校した。

## 沿革
- 1970年4月1日 - 枚方市立交北小学校として開校。枚方市立山田小学校内に仮校舎を置く。
- 1970年6月10日 - 新校舎完成。
- 1970年6月12日 - 校舎竣工記念式典を実施。この日を創立記念日とする。
- 1971年7月 - プール完成。
- 1973年2月16日 - 校歌制定発表会
- 1975年4月1日 - 従来の校区の一部を、新設の枚方市立田口山小学校校区へ分離。
- 1976年1月16日 - 留守家庭児童会を併設。
- 1980年4月1日 - 従来の校区の一部を、新設の枚方市立山田東小学校校区へ分離。
- 2005年7月 - ビオトープが完成。
- 2006年7月 - 「みどりのじゅうたん」事業により、校庭を芝生化。

## 通学区域
- 枚方市 甲斐田東町（一部）、片鉾東町、片鉾本町、北片鉾町、車塚2丁目、交北1丁目-4丁目、田口1丁目（一部）、田口5丁目（一部を除く）。

卒業生は基本的に枚方市立山田中学校に進学する。

## 交通
- 京阪バス 田ノ口バス停 北へ約900m。
- 京阪本線 牧野駅 南東へ約2.4km。